# Gare de Bretteville - Norrey
Gare de Bretteville - Norrey vasútállomás Franciaországban, Saint-Manvieu-Norrey településen.

## Vasútvonalak
Az állomást az alábbi vasútvonalak érintik:
- Mantes-la-Jolie–Cherbourg-vasútvonal

## Kapcsolódó állomások
A vasútállomáshoz az alábbi állomások vannak a legközelebb:
- Gare d’Audrieu
- Gare de Caen